# Halterofília als Jocs Olímpics d'Estiu de 2024 - +102 Kg Masculí
La prova d'Halterofília de +102 Kg masculina als Jocs Olímpics de París 2024 serà la 14a edició de l'esdeveniment masculí en unes Olimpíades. La prova es disputarà el 10 d'agost del 2024 al recinte del Paris Expo Porte de Versailles. Des d'aquesta edició olímpica, la categoria de Pes Superpesant englobarà a tots els atletes de més de 102 Kg (en la passada edició fou de més de 109 Kg).
El georgià Lasha Talakhadze és el vigent campió de la disciplina olímpica, després de guanyar l'or als Jocs Olímpics de Tòquio 2020, per davant de l'iranià Ali Davoudi i del sirià Man Asaad, qui van guanyar la medalla de plata i de bronze respectivament.
L'equip de la Unió Soviètica és la selecció més guardonada, amb 4 medalles d'or, en les 13 edicions que la categoria de Pes Superpesant d'Halterofília ha estat present als Jocs Olímpics. El georgià Lasha Talakhadze, l'iranià Hossein Rezazadeh i els soviètics Aleksandr Kurlovich i Vasiliy Alekseyev, amb 2 medalles d'or cadascun, són els atletes més guardonats en la història de la prova olímpica.

## Format
Els 12 classificats es dividiran en dos grups de 6 atletes cadascun. Tots els atletes hauran d'aixecar les peses en la modalitat d'arrencada i de dos temps. La modalitat d'arrencada consisteix en aixecar les peses des del terra fins per sobre el cap i aguantar fins que el jurat dictamini que és vàlid. En la modalitat de dos temps, l'atleta també ha d'aixecar les peses per sobre del cap, però com indica el seu nom, ho ha de fer en dos temps. El primer temps, anomenat clean, l'atleta ha de portar les peses des del terra fins a les espatlles en un sol moviment. Aleshores pot fer una petita pausa i pot realitzar el segon temps, anomenat jerk, per passar les peses per sobre del cap amb els braços estirats. Tindran 3 intents en les dues modalitats (un total de 6 intents). Per la puntuació final, se sumaran els quilos màxims que s'hagin aixecat en cada una de les modalitats i guanyarà l'atleta que hagi aixecat un nombre més gran de pes i així successivament per decidir la classificació final. Si dos atletes queden empatats, guanyarà qui tingui menor pes corporal a l'inici de la prova.

## Classificació
Per classificar-se per la prova olímpica, els aixecadors van haver de disputar diferents tornejos qualificatoris per les Olimpíades. En el rànquing de qualificació olímpic gestionat per la Federació Internacional d'Halterofília, la posició es determinava pels màxims quilos aixecats per l'atleta en qualsevol dels diferents tornejos. Si hi havia empat de quilos entre atletes, qui aconseguí abans la fita, va aconseguir una major posició. Cada país només podia tenir en el rànquing, l'esportista que hagués aixecat el major pes. Els 10 primers països del rànquing a data 28 d'abril de 2024, van tenir una plaça als Jocs Olímpics. Tot i així, hi podia haver circumstàncies especials que fessin variar la classificació. França, com a país amfitrió, va tenir 4 places (2 per gènere) en les categories que decidís. A més, un país només podia tenir un màxim de 6 places (3 per gènere) en el total de proves d'Halterofília. Per tant, si per exemple, un país obtenia 10 atletes classificades en el rànquing, havia de decidir eliminar-ne 4. L'onzena plaça de la prova es va decidir mitjançant representació continental. Això volia dir, que si un continent (Àfrica, Àsia, Europa, Oceania i Panamèrica) no tenia cap plaça entre les 10 primeres atletes, s'assignaria la plaça del país que estigués més amunt en el rànquing. Aquesta plaça se la va endur Nova Zelanda, que va obtenir la 13a posició. Finalment hi va haver 6 places universals que es van repartir entre les 10 categories, per tal que hi hagués 12 atletes en cada categoria (en aquelles on no tingui plaça el país amfitrió).
| Esdeveniment                      | Places | País         | Atleta classificat   |
| --------------------------------- | ------ | ------------ | -------------------- |
| Rànquing de Classificació Olímpic | 10     | Geòrgia      | Lasha Talakhadze     |
| Rànquing de Classificació Olímpic | 10     | Bahrain      | Gor Minasyan         |
| Rànquing de Classificació Olímpic | 10     | Armènia      | Varazdat Lalayan     |
| Rànquing de Classificació Olímpic | 10     | Iran         | Ali Davoudi          |
| Rànquing de Classificació Olímpic | 10     | Síria        | Man Asaad            |
| Rànquing de Classificació Olímpic | 10     | Bielorússia  | Eduard Ziaziulin     |
| Rànquing de Classificació Olímpic | 10     | Egipte       | Abdelrahman El-Sayed |
| Rànquing de Classificació Olímpic | 10     | Iraq         | Ali Rubaiawi         |
| Rànquing de Classificació Olímpic | 10     | Algèria      | Walid Bidani         |
| Rànquing de Classificació Olímpic | 10     | Japó         | Eishiro Murakami     |
| Representació continental         | 1      | Nova Zelanda | David Liti           |
| País amfitrió o plaça universal   | 1      |              |                      |

## Medaller històric
| Posició | País                | Or | Argent | Bronze | Total |
| ------- | ------------------- | -- | ------ | ------ | ----- |
| 1       | URSS                | 4  | 0      | 0      | 4     |
| 2       | Iran                | 3  | 2      | 0      | 5     |
| 3       | Geòrgia             | 2  | 0      | 1      | 3     |
| 4       | Alemanya            | 1  | 2      | 1      | 4     |
| 5       | Rússia              | 1  | 1      | 2      | 4     |
| 6       | Equip Unificat      | 1  | 1      | 0      | 2     |
| 7       | Austràlia           | 1  | 0      | 1      | 2     |
| 8       | Alemanya de l'Est   | 0  | 2      | 2      | 4     |
| 8       | Alemanya Occidental | 0  | 2      | 2      | 4     |
| 10      | Letònia             | 0  | 1      | 1      | 2     |
| 11      | Armènia             | 0  | 1      | 0      | 1     |
| 11      | Estats Units        | 0  | 1      | 0      | 1     |
| 13      | Síria               | 0  | 0      | 1      | 1     |
| 13      | Bulgària            | 0  | 0      | 1      | 1     |
| 13      | Polònia             | 0  | 0      | 1      | 1     |